# Église Saint-Dominique de Welches
Pour les articles homonymes, voir église Saint-Dominique.
L’église Saint-Dominique est une église située à Welches à la Barbade, que l’Église catholique rattache au diocèse de Bridgetown en tant qu’église paroissiale.
Elle a été déclarée « Sanctuaire national de la Miséricorde-Divine » (« The National Shrine of The Divine Mercy », comme écrit sur une plaque à l’intérieur de l’édifice) par l’évêque Charles Jason Gordon, alors évêque de Bridgetown le 21 septembre 2016. Cela n’en fait pas un sanctuaire national au sens du droit canonique, la Conférence épiscopale des Antilles, de laquelle dépend le diocèse, n’ayant pas été consultée.

## Historique
L’église a été achevée en 1973.

## Description
L’église est bâtie en béton préfabriqué.